# Congregació Emanu-El de San Francisco
La Congregació Emanu-El (en anglès: Congregation Emanu-El) és una de les dues més antigues congregacions jueves a Califòrnia, Estats Units. Durant la febre de l'or en 1849, un petit grup de jueus va dur a terme els primers serveis religiosos en la costa oest dels Estats Units, en San Francisco. Aquest grup de comerciants i mercaders va fundar la Congregació Emanu-El, en algun moment en 1850, i la seva carta es va publicar en abril de 1851. Els 16 signants eren en la seva majoria jueus alemanys de Baviera.